# Psicología evolucionista del lenguaje
La Psicología evolucionista del lenguaje es el estudio de la historia evolutiva del lenguaje como facultad psicológica dentro de la disciplina de psicología evolucionista.
Hay varias teorías que compiten sobre como evolucionó el lenguaje. Esto se deriva de la creencia que el desarrollo del lenguaje pudo resultar de una adaptación, una exaptación o como un subproducto. La genética también influencia el estudio de la evolución del lenguaje. Se ha propuesto que el gen FoxP2 puede ser el responsable de la habilidad de desarrollar una gramática y una sintaxis en los humanos.

## Teorías de la evolución del lenguaje
En el debate alrededor de la psicología evolucionista del lenguaje, surgen tres posiciones: aquellos que creen al lenguaje como una adaptación, aquellos que creen al lenguaje como un subproducto de otra adaptación, y aquellos que creen que es una exaptación.

### Adaptación
Los científicos y psicólogos Steven Pinker y Paul Bloom afirman que el lenguaje, como facultad mental, comparte muchas similitudes con los complejos órganos del cuerpo. Lo que sugiere que, al igual que dichos órganos, el lenguaje evolucionó como una adaptación, ya que este es el único mecanismo conocido mediante el cual órganos tan complejos pueden desarrollarse. La complejidad de los mecanismos, la facultad del lenguaje y la habilidad de aprender un lenguaje proveen un recurso comparativo entre un rasgo evolutivo psicológico y un rasgo evolutivo biológico/físico.
Pinker, aunque en gran parte concordando con Noam Chomsky, un lingüista y científico cognitivo, afirma que el hecho de que los niños pueden aprender cualquier lenguaje humano sin ningún tipo de instrucción explícita, sugiere que el lenguaje, incluyendo la mayor parte de la gramática, es básicamente innato y que solo requiere ser activado por interacción. Pero Pinker y Bloom consideran que la naturaleza orgánica del lenguaje sugiere fuertemente que tiene un origen adaptacional.

### Subproducto/Enjuta
Noam Chomsky encabezó el debate sobre la facultad del lenguaje como un subproducto cognitivo o Enjuta. Como lingüista, más que un biólogo evolutivo, su énfasis teórico se centraba en la capacidad infinita del discurso y del habla: existe un número finito de palabras, pero infinitas combinaciones de estas. Su análisis, a partir de esto, considera que la habilidad de nuestra cognición para percibir infinitas posibilidades, o crear infinitas posibilidades, ayudó a abrir un camino a la extrema complejidad presente en nuestro lenguaje. Tanto Noam Chomsky como Stephen Jay Gould consideran que la complejidad del cerebro por sí misma es una adaptación y el lenguaje surge de sus complejidades. En el asunto sobre si el lenguaje es visto como una adaptación o un subproducto, el biólogo evolutivo W. Tecumseh Fitch, siguiendo a Stephen J. Gould, plantea que no se puede asegurar que cada aspecto del lenguaje sea una adaptación, o que el lenguaje en su conjunto lo sea. De esta manera, critica algunas ramas de la psicología evolutiva que sugieren una visión pan-adaptacionista de la evolución y rechaza la pregunta de Pinker y Bloom acerca de que «el lenguaje ha evolucionado como una adaptación», por ser engañosa.
Fitch argumenta en cambio que, desde un punto de vista biológico, los orígenes evolutivos del lenguaje están mejor conceptualizados como siendo el resultado probable de la convergencia de varias adaptaciones por separado que convergen en un sistema complejo. Un argumento similar es hecho por Terrence Deacon, que en el libro The Symbolic Species aboga por que las diferentes características del lenguaje han coevolucionado con la evolución de la mente y que la habilidad para usar la comunicación simbólica está integrada con todos los otros procesos cognitivos.

### Exaptación
La exaptación, al igual que la adaptación, son fitness-enhancing characteristics, pero, según Stephen Jay Gould, sus propósitos eran apropiados a medida que las especies evolucionaban. Esto puede ocurrir por dos razones: la función original de la característica dejó de ser necesaria por lo que se le buscó un nuevo propósito o bien la característica no cumplía ningún propósito específico pero luego se volvió importante. Típicamente las exaptaciones tienen una forma y diseño específicos que luego se convierte en el espacio para albergar una nueva función. El fundamento de este argumento proviene de la posición baja de la laringe en los humanos, que permite un registro vocal amplio. Otros mamíferos tienen una posición similar en la laringe al humano, pero ninguna otra especie ha sido capaz de generar un lenguaje. Esto lleva a los exaptacionistas a ver una modificación evolutiva que se alejó de su propósito original.

## Genes y lenguaje
Las investigaciones han mostrado que las «limitaciones genéticas» en la evolución del lenguaje podrían haber causado «un módulo de lenguaje específico y especializado de la especie. Es a través de este módulo que hay muchas «propiedades lingüísticas de dominio específico», tales como la sintaxis y el acuerdo. Los adaptacionistas creen que los genes del lenguaje «coevolucionan con el lenguaje humano en sí mismo con motivo de la comunicación». Esto enseña que el lenguaje no podría haber evolucionado en un rápido cambio ambiental porque ese tipo de ambiente no podría haber sido establemente suficiente para la selección natural.   Sin la selección natural, los genes no podrían haber coevolucionado con la habilidad para el lenguaje, y en cambio, podría haber venido de «culturas convencionales» Los adptacionistas creen que los genes coevolucionados con el lenguaje también sugiere eso eso no hay" arbitrariamente las propiedades del lenguaje. " Esto es por que podrían coevolucionar con el lenguaje por la selección natural.

### Gen FoxP2

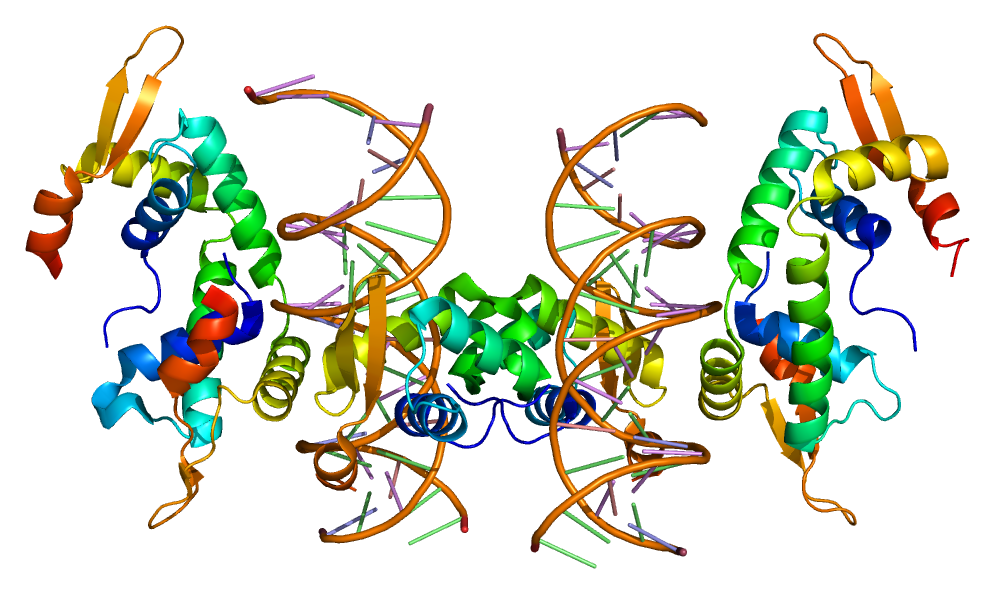
Estructura de la proteína FoxP2. Basada en el render PyMOL del Protein Data Bank (PDB) 2ao9.

## Comunicación en otros animales
Las investigaciones indican que los animales no humanos (por ejemplo, simios, delfines y ruiseñores) muestran evidencia de lenguaje. Estudios comparativos del sistema sensorio-motor revelan que el habla no es exclusiva de los humanos: primates no humanos pueden discriminar entre dos tipos de lenguajes hablados. Aspectos anatómicos de los humanos, particularmente la laringe descendida, se han creído exclusivos a la capacidad de hablar de los humanos. Sin embargo, estudios posteriores revelaron que varios otros mamíferos tienen la laringe descendida además de los humanos, lo cual indica que una laringe descendida no debe ser la única característica anatómica necesaria para la producción del habla. La imitación vocal tampoco es exclusiva de los humanos. Los ruiseñores parecen adquirir canciones específicas a la especie por imitación. Debido a que los primates no poseen una laringe descendida, les falta la capacidad vocal imitativa, lo cual es la razón por la cual los estudios que involucran primates les han enseñado medios de comunicación no verbales (por ejemplo, lenguaje de señas).
Koko y Nim Chimpsky son dos simios que han aprendido a usar lenguaje de signos, pero no con el alcance que pueden los seres humanos. Nim es un chimpancé que fue acogido por una familia en los años 1970 y fue criada como si fuese una niña. Nim fue capaz de manejar 150 signos, que eran limitados pero útiles. Koko era una gorila que fue acogida por un estudiante de Berkley. Fue capaz de manejar 600 signos para comunicación generativa. Koko y Nim no pudieron desarrollar hablar debido al hecho de que carecen de laringe, lo cual es lo que distingue a los humanos de otros animales y les permite hablar.